# Quốc huy Cộng hòa Xã hội chủ nghĩa Xô viết Kazakhstan
Quốc huy Cộng hòa Xã hội chủ nghĩa Xô viết Kazakhstan được sử dụng vào ngày 26 tháng 3 năm 1937, liên quan đến biểu tượng của quốc gia của Liên Xô.
Nó có hình tròn, với mặt trời mọc. Có ngôi sao năm cánh màu đỏ, búa và liềm trên đỉnh, tượng trưng cho chủ nghĩa xã hội để chiếu sáng thế giới.
Hình bên ngoài được bao bọc bằng bó lúa mì. Dải ruy băng bao quanh bó lúa có phương châm quốc gia của Liên Xô "Vô sản toàn thế giới, đoàn kết lại!". Cuối dải ruy băng là tên viết tắt của Cộng hòa Xã hội chủ nghĩa Xô viết Kazakhstan bằng tiếng Nga và tiếng Kazakh.
Vào ngày 26 tháng 12 năm 1991, quốc huy của Kazakhstan đã thay đổi và trở thành quốc huy của Cộng hòa Kazakhstan.

## Các biến thể

Huy hiệu Cộng hòa Xã hội chủ nghĩa Xô viết tự trị Kirghizia (1921-1925)
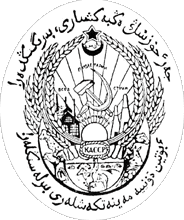
Huy hiệu của Cộng hòa Xã hội chủ nghĩa tự trị Kazakhstan (1927-1937)
Quốc huy Cộng hòa Xã hội chủ nghĩa Xô viết Kazakhstan (1937–1978)
Quốc huy Cộng hòa Xã hội chủ nghĩa Xô viết Kazakhstan (1978–1991)